# 克雷潘
克雷潘（法語：Crespin，法語發音：[kʁepɛ̃]）是法国上法蘭西大區北部省的一个市镇，属于瓦朗谢讷区。

## 地理
克雷潘（50°25'12"N, 3°39'41"E）面积9.94 平方千米，位于法国上法蘭西大區北部省，该省份为法国最北部的省份及最长的省份，西北濒北海，西接加来海峡省，南至埃纳省和索姆省，东与比利时接壤。
与克雷潘接壤的市镇（或旧市镇、城区）包括：圣艾贝尔、蒂旺塞勒、卡鲁布勒、基耶夫勒尚、基耶夫蘭。
克雷潘的时区为UTC+01:00、UTC+02:00（夏令时）。

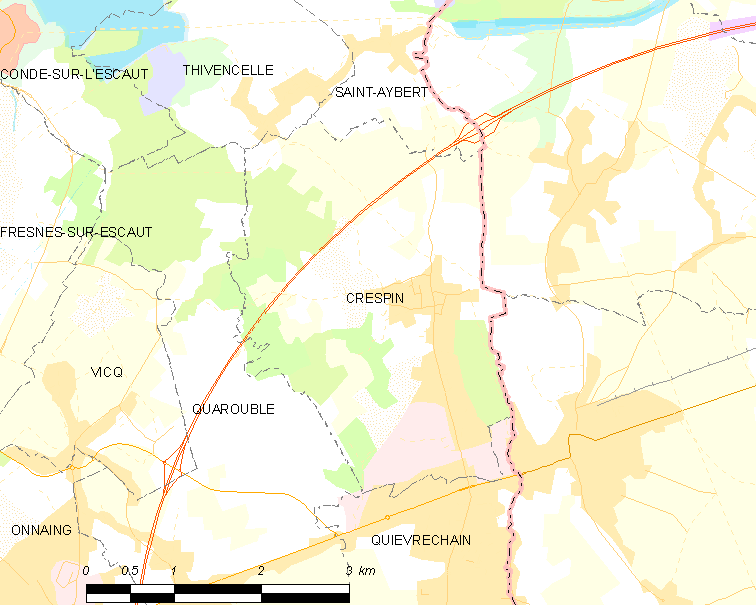
克雷潘的OSM定位图

## 行政
克雷潘的邮政编码为59154，INSEE市镇编码为59160。

## 政治
克雷潘所属的省级选区为马尔利县。

## 人口

1962-2008年间克雷潘人口变化图示

克雷潘于2022年1月1日时的人口数量为4541人。